# Regal Mountain
Regal Mountain ist ein 4220 m hoher Schichtvulkan in den Wrangell Mountains nahe der Grenze von Alaska zum kanadischen Territorium Yukon.
Regal Mountain liegt 31 km östlich des Mount Blackburn und 37 km nördlich von McCarthy im Wrangell-St.-Elias-Nationalpark.
Der Berg ist fast vollständig von Eis bedeckt. An der Ostflanke liegen Rohn- und Regal-Gletscher. Der Root-Gletscher fließt 24 km in südlicher Richtung, wo er auf den Kennicott-Gletscher trifft. Der größte, über 5 km breite Gletscher an den Flanken des Regal Mountain ist unbenannt und fließt 16 km nach Nordwesten in den Nabesna-Gletscher.
Regal Mountain liegt im Einzugsgebiet von Copper und Yukon River, die in den Golf von Alaska beziehungsweise zum Beringmeer fließen.
Die Erstbesteigung fand am 3. August 1964 durch Yasuichi Kitamura, Ryoichi Hasegawa, Masao Tanaka und Shinichi Naito statt.
Erstmals erwähnt wurde der Name des Bergs 1899 vom United States Geological Survey.